# منتخب الصين لكرة القدم
منتخب الصين لكرة القدم (بالصينية: 中国国家足球队) هو المنتخب الذي يمثل الصين في رياضة كرة القدم، وقد تأسس المنتخب في عام 1924، وقد إنضم إلى الاتحاد الدولي لكرة القدم في عام 1931 و1958 وثم في عام 1979.
تأهل إلى كأس العالم لكرة القدم 2002 لأول مرة في تاريخه، وكان أفضل مركز حققه في كأس آسيا في كأس آسيا 1984 وكأس آسيا 2004 الذي استضافته الصين، وحصلوا فيه على المركز الثاني.

## تاريخ

#### التاريخ (1913-1949)

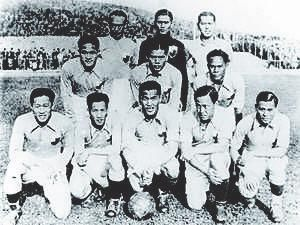
منتخب الصين الأولمبي لكرة القدم عام 1936

تم ترتيب أول مباراة تمثيلية دولية للصين من قبل إلوود براون، رئيس اتحاد ألعاب القوى الفلبيني، الذي اقترح إنشاء ألعاب بطولة الشرق الأقصى، وهو حدث متعدد الرياضات يعتبر مقدمة لدورة الألعاب الآسيوية. ودعا الصين للمشاركة في دورة ألعاب بطولة الشرق الأقصى الافتتاحية لعام 1913 التي أقيمت في الفلبين، والتي أدرجت اتحاد كرة القدم ضمن الجدول الزمني. لتمثيلهم، تقرر أن الفائز بكرة القدم في دورة الألعاب الوطنية الصينية عام 1910 يجب أن يحظى بشرف تمثيل البلاد، حيث فاز بها نادي جنوب الصين لكرة القدم. مؤسس النادي ومدربه موك هينج (صينى: 莫慶) سيصبح أول مدرب للصين وفي 4 فبراير 1913 في مباراة البطولة لمرة واحدة التي أقيمت في مانيلا قاد الصين إلى الهزيمة 2-1 أمام منتخب الفلبين لكرة القدم.
الاضطرابات السياسية لثورة شينهاي التي أغرقت مشاركة الصين في البطولة الأولى، وخاصة في إعادة تسمية الفريق باسم منتخب جمهورية الصين لكرة القدم، لم تمنع شنغهاي من منح ألعاب بطولة الشرق الأقصى لعام 1915. مرة أخرى، فاز نادي جنوب الصين لكرة القدم، المعروف الآن باسم اتحاد جنوب الصين لألعاب القوى، بحق تمثيل الأمة. هذه المرة في مباراة فاصلة ضد الفلبين، فازت الصين بالمباراة الأولى 1-0 ثم تعادلت في الثانية 0-0 لتفوز بأول بطولة لها على الإطلاق. نظرًا لأن الألعاب هي بطولة كرة القدم الإقليمية الأولى والوحيدة للمنتخبات الوطنية خارج بريطانيا، سعت الصين إلى ترسيخ نفسها كقوة إقليمية من خلال الفوز بما مجموعه تسع بطولات.
تأسس الاتحاد الصيني لكرة القدم عام 1924 ثم انضم لأول مرة إلى الفيفا عام 1931. مع وجود هذه الأسس، سعت الصين إلى ترسيخ نفسها على الساحة الدولية وكانت إلى جانب اليابان أول منتخب آسيوي يشارك في كرة القدم في الألعاب الأولمبية الصيفية عندما تنافسوا في دورة الألعاب الأولمبية الصيفية لعام 1936 التي أقيمت في ألمانيا. في البطولة، خرجت الصين من مباراتها الأولى في دور الـ16 عندما خسرت أمام فريق بريطانيا العظمى الأولمبي لكرة القدم 2-0 في 6 أغسطس 1936.

## كأس آسيا

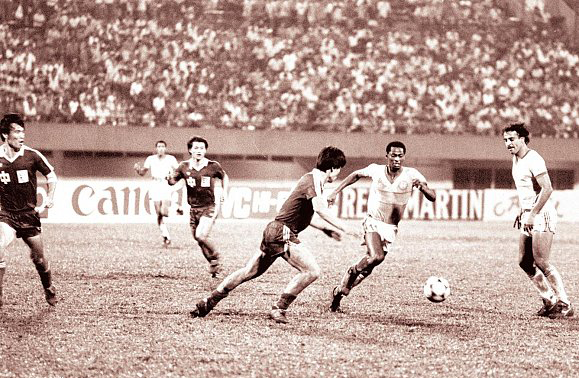
المنتخب الصيني لكرة القدم لعب ضد المنتخب السعودي في كأس آسيا 1984م

- 1956 إلى 1972 لم يدخلوا التصفيات.
- 1976 المركز الثالث.
- 1980 الدور الأول.
- 1984 المركز الثاني.
- 1988 المركز الرابع.
- 1992 المركز الثالث.
- 1996 الدور الربع نهائي.
- 2000 المركز الرابع.
- 2004 المركز الثاني.
- 2007 الدور الأول.
- 2011 الدور الأول

## كأس العالم

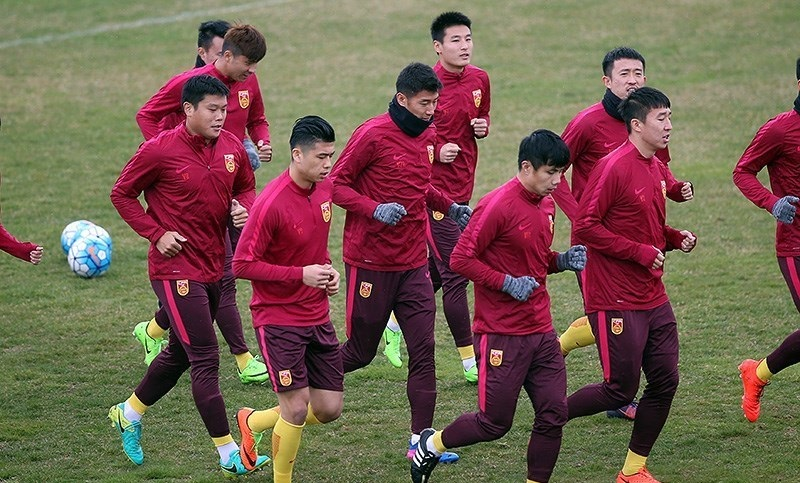
المنتخب الصيني في طهران قبل مباراة تصفيات كأس العالم 2018 ضد إيران

- 1930 إلى 1954 لم يدخلوا التصفيات.
- 1958 لم يتأهلوا.
- 1962 إلى 1978 لم يدخلوا التصفيات.
- 1982 إلى 1998 لم يتأهلوا.
- 2002 الدور الأول.
- 2006 إلى 2022 لم يتأهلواالمنتخب الصيني في طهران قبل مباراة تصفيات كأس العالم 2018 ضد إيران

## وصلات خارجية
- قائمة بيانات المنتخب من الموقع الرسمي للفيفا باللغة العربية